# Venados Fútbol Club
Il Venados Fútbol Club, noto in passato come Atlético Yucatán e Mérida, è una società calcistica messicana con sede nella città di Mérida. Milita nella Liga de Expansión MX, la seconda divisione del campionato messicano.

## Storia

### Venados de Yucatán
Nel 1988 Jorge Arana Palma acquistò la franchigia dell'Alacranes de Apatzingán e la trasferì nello stato dello Yucatán fondando il Venados de Yucatán. Come colori sociali vennero scelti il giallo ed il verde, ed il club venne subito annesso alla seconda divisione messicana. Alla prima stagione fra i professionisti sfiorò la promozione in Primera División, perdendo la finale di Liguilla contro il Potros Neza, dove si rese necessaria la disputa di un terzo match dopo che andata e ritorno terminarono 1-0 per il club in trasferta.
Nelle stagioni successive non riuscì più ad arrivare a giocarsi il titolo subendo tre cambi ai vertici societari che contribuirono a destabilizzare l'ambiente. Nel 1994 fu una delle 15 squadre chiamate a formare la neonata Primera A, nuova seconda divisione del paese.
Nel torneo invernale del 1998 tornò nuovamente all'atto conclusivo della Liguilla dopo aver sconfitto il Correcaminos UAT ai quarti ed il Veracruz in semifinale; in finale sconfisse il Chivas Tijuana conquistando quindi suo primo trofeo grazie all'1-0 nella gara di ritorno, giunto dopo il pareggio a reti inviolate dell'andata. Nello spareggio finale per l'accesso in Primera División disputato contro il Curtidores fu tuttavia sconfitto con un netto 7-1 nel doppio confronto, mancando quindi la promozione per la seconda volta nella storia.
Negli anni seguenti ottenne come miglior risultato una semifinale di Liguilla ed al termine del torneo invernale del 2001 scomparve per problemi finanziari.

### Atlético Yucatán
Nel 2002-2003 l'Atlético Chiapas si trasferì nello stato di Mérida dando vita all'Atlético Yucatán. La società non ottenne i risultati sperati ed al termine della stagione la franchigia fu trasferita a Playa del Carmen facendo nascere l'Inter Riviera Maya.

### Mérida Fútbol Club
Dopo la scomparsa dell'Atlético Yucatán i fratelli Arturo e Mauricio Millet Reyes provarono a mantenere una squadra di seconda divisione nella città di Mérida. Per raggiungere questo scopo contattarono il proprietario del Nacional Tijuana e lo convinsero a trasferire la propria franchigia nello stato di Yucatán, cambiandone il nome in Mérida Fútbol Club; come colori sociali vennero utilizzati bianco e azzurro, in contrasto con l'originario Yucatán giallo-verde.
Nelle due stagioni seguenti il club riuscì a qualificarsi per tre volte ai playoff per il titolo, riuscendo ad arrivare al massimo in semifinale, nel torneo di clausura 2004. Prima dell'inizio dell'Apertura 2005 la società venne ceduta all'Irapuato per via di alcuni problemi economici. Un anno più tardi riapparve in Tercera División, riuscendo subito a centrare la promozione in Segunda División.
In vista del torneo di Apertura 2008 Arturo Millet Reyes annunciò di aver comprato la filiale del Monarcas Morelia guadagnando così un posto in Liga de Ascenso. Il club, che rimase a Mérida mantenendo logo e divise originarie, ottenne inoltre la garanzia da parte della federazione messicana di avere la possibilità di essere promosso in prima divisione negli anni a seguire, nonostante l'accordo di partnership con il Monarcas Morelia.
Nel torneo di clausura 2009 il club riuscì a trionfare sconfiggendo il Club Tijuana nei playoff per lo scudetto grazie alla vittoria per 1-0 all'andata conquistando così il secondo titolo della sua storia, dopo quello del 1998. Tuttavia pochi giorni dopo fu sconfitto ai rigori dal Querétaro nello spareggio promozione, mancando per la terza volta l'accesso in Primera División.
Nella stessa stagione il club militante in Segunda División, nel frattempo trasformato in Mérida B si laureò campione battendo in finale l'Universidad del Fútbol.

### Club de Fútbol Mérida
Fra dicembre 2010 e gennaio 2011 vi fu uno scambio fra le filiali di Monarcas Morelia ed Atlanta, con il Mérida F.C. che fu trasferito a Ciudad Nezahualcóyotl formando il Neza UTN e l'Atlante UTN fu trasferito a Mérida diventando Club de Fútbol Mérida.  Negli anni seguenti il club oscillò intorno a metà classifica, raggiungendo come miglior risultato i quarti di finale di Liguilla in quattro occasioni.

### Venados Fútbol Club
Nel 2015 la seconda divisione messicana venne rivoluzionata cambiando nome in Liga de Ascenso. Il CF Mérida venne confermato nella lega e cambiò nome in Venados Fútbol Club, ripristinando i colori sociali della società scomparsa ad inizio anni 2000.

## Cronistoria del nome
- Venados de Yucatán: (1998-2001) Nome del club dopo la sua fondazione.
- Atlético Yucatán: (2001-2003) Nome del club dopo il primo fallimento e l'acquisizione dell'Atlético Chiapas
- Mérida Fútbol Club: (2003-2011) Nome del club dopo il secondo fallimento e l'acquisizione del Nacional Tijuana.
- Club de Fútbol Mérida: (2011-2015) Nome del club dopo lo scambio di filiali fra Monarcas Morelia ed Atlanta.
- Venados Fútbol Club: (2015-) Nome del club dopo la riforma della seconda divisione messicana

## Palmarès

### Competizioni nazionali
- Ascenso MX: 1

Invierno 1998, Clausura 2009
- Segunda División: 1

Apertura 2008

### Altri risultati
- Segunda División: 1

1988-1989 (Secondo livello)
- Campeón de Ascenso

Finalista: 1998-1999, 2008-2009